# Lesoma
Lesoma è un villaggio del Botswana situato nel distretto Nordoccidentale, sottodistretto di Chobe. Il villaggio, secondo il censimento del 2011, conta 613 abitanti.

## Località
Nel territorio del villaggio sono presenti le seguenti 8 località:
- Elephant Valley Lodge di 29 abitanti,
- Liya Camp Site di 44 abitanti,
- No. 14 Cattle Post di 35 abitanti,
- Obetshaa di 29 abitanti,
- Senyanti Safari Camp di 17 abitanti,
- Tsobotshaa di 7 abitanti,
- Water Lily's Camp di 8 abitanti,
- Wilmos Bush Camp